# Leichtathletik-Europameisterschaften 1969/400 m der Männer

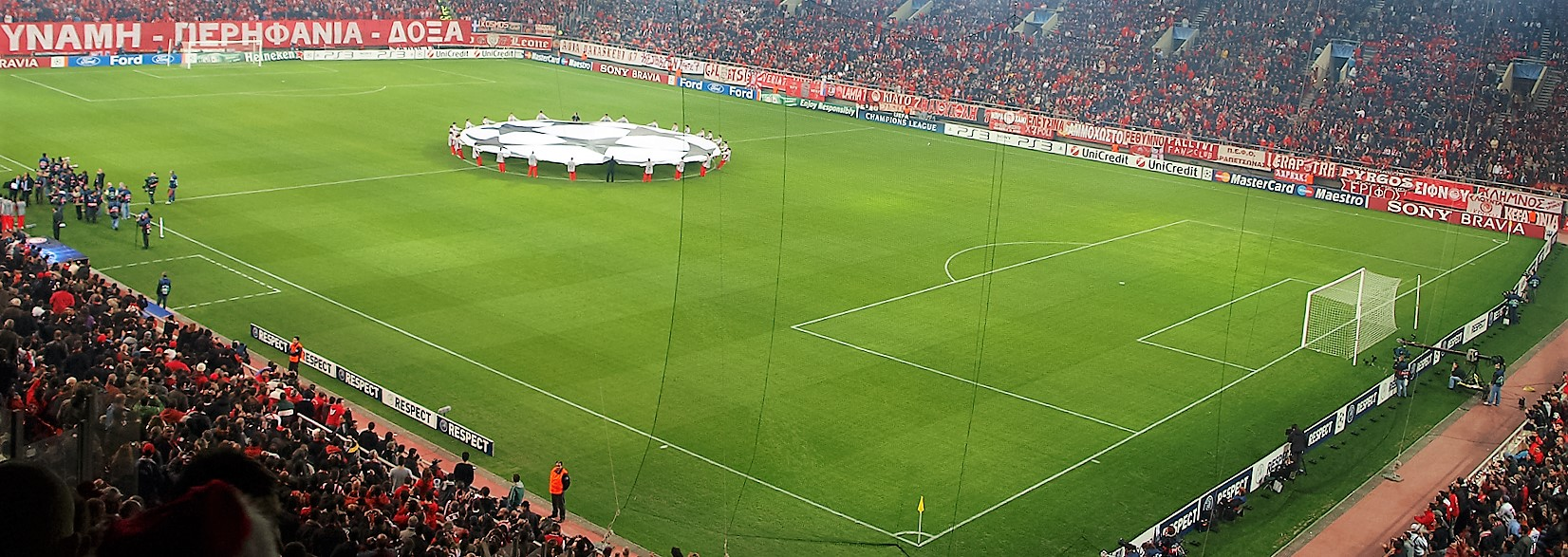
Das Karaiskakis-Stadion im Jahr 2009

Der 400-Meter-Lauf der Männer bei den Leichtathletik-Europameisterschaften 1969 wurde vom 16. bis 18. September 1969 im Athener Karaiskakis-Stadion ausgetragen.
Mit Gold und Bronze gab es in diesem Wettbewerb zwei Medaillen für Polen. Europameister wurde Jan Werner. Den zweiten Platz belegte der Franzose Jean-Claude Nallet. Titelverteidiger Stanisław Grędziński gewann Bronze.

## Rekorde

### Bestehende Rekorde
| Weltrekord           | 43,8 s | Lee Evans          | OS Mexiko-Stadt, Mexiko | 18. Oktober 1968   |
| Europarekord         | 44,9 s | Carl Kaufmann      | OS Rom, Italien         | 6. September 1960  |
| Europarekord         | 44,9 s | Martin Jellinghaus | OS Mexiko-Stadt, Mexiko | 17. Oktober 1968   |
| Meisterschaftsrekord | 45,9 s | Robbie Brightwell  | EM Belgrad, Jugoslawien | 14. September 1962 |

### Rekordverbesserung
Der bestehende EM-Rekord wurde verbessert und es gab einen neuen Landesrekord.
- Meisterschaftsrekord: 45,7 s – Jan Werner (Polen), Finale am 18. September
- Landesrekord: 45,9 s – Alexander Brattschikow (Sowjetunion), Finale am 18. September

## Vorrunde
16. September 1969, 21.00 Uhr
Die Vorrunde wurde in vier Läufen durchgeführt. Die ersten vier Athleten pro Lauf – hellblau unterlegt – qualifizierten sich für das Halbfinale.

### Vorlauf 1
| Platz | Name              | Nation      | Zeit (s) |
| ----- | ----------------- | ----------- | -------- |
| 1     | Andrzej Badeński  | Polen       | 46,9     |
| 2     | Claudio Trachelio | Italien     | 47,0     |
| 3     | Boris Sawtschuk   | Sowjetunion | 47,3     |
| 4     | Gilles Bertould   | Frankreich  | 47,6     |
| 5     | Luciano Sušanj    | Jugoslawien | 48,4     |
| 6     | Georgi Boschkow   | Bulgarien   | 48,5     |

### Vorlauf 2
| Platz | Name               | Nation         | Zeit (s) |
| ----- | ------------------ | -------------- | -------- |
| 1     | Jean-Claude Nallet | Frankreich     | 47,8     |
| 2     | Jan Werner         | Polen          | 47,8     |
| 3     | John Robertson     | Großbritannien | 47,8     |
| 4     | Manuel Gayoso      | Spanien        | 48,1     |
| 5     | Émile Jung         | Luxemburg      | 48,6     |

### Vorlauf 3
| Platz | Name                   | Nation         | Zeit (s) |
| ----- | ---------------------- | -------------- | -------- |
| 1     | Stanisław Grędziński   | Polen          | 46,6     |
| 2     | Alexander Brattschikow | Sowjetunion    | 46,7     |
| 3     | Colin Campbell         | Großbritannien | 46,8     |
| 4     | Sergio Bello           | Italien        | 47,2     |
| 5     | Willy Vandenwyngaerden | Belgien        | 47,5     |
| 6     | Richard Simonsen       | Norwegen       | 47,8     |
| 7     | Haris Dimitriou        | Griechenland   | 48,8     |

### Vorlauf 4
| Platz | Name                 | Nation         | Zeit (s) |
| ----- | -------------------- | -------------- | -------- |
| 1     | Juri Sorin           | Sowjetunion    | 46,5     |
| 2     | Jacques Carette      | Frankreich     | 46,7     |
| 3     | Martin Winbolt-Lewis | Großbritannien | 46,7     |
| 4     | Ulf Nilsson          | Schweden       | 46,9     |
| 5     | Barcelo de Carvalho  | Portugal       | 47,2     |
| 6     | Ramón Magariños      | Spanien        | 48,0     |

## Halbfinale
17. September 1969, 18.30 Uhr
In den beiden Halbfinalläufen qualifizierten sich die jeweils ersten vier Athleten – hellblau unterlegt – für das Finale.

### Lauf 1

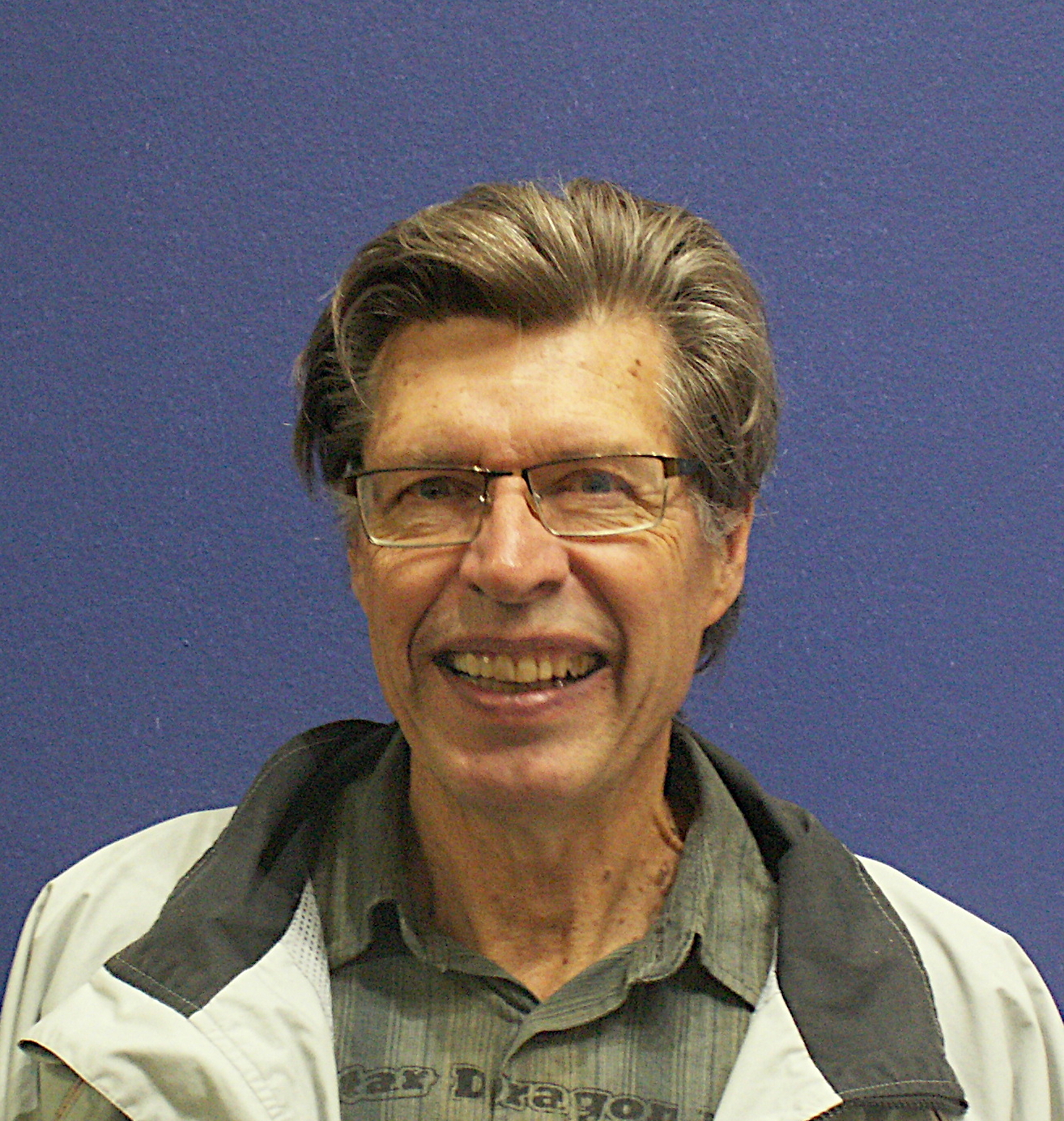
Ulf Nilsson, später Ulf Rönner (hier im Jahr 2017), schied als Siebter des zweiten Halbfinals aus

| Platz | Name                 | Nation         | Zeit (s) |
| ----- | -------------------- | -------------- | -------- |
| 1     | Andrzej Badeński     | Polen          | 46,4     |
| 2     | Jean-Claude Nallet   | Frankreich     | 46,6     |
| 3     | Jacques Carette      | Frankreich     | 46,7     |
| 4     | Boris Sawtschuk      | Sowjetunion    | 46,7     |
| 5     | Claudio Trachelio    | Italien        | 46,9     |
| 6     | John Robertson       | Großbritannien | 47,0     |
| 7     | Martin Winbolt-Lewis | Großbritannien | 47,2     |
| 8     | Juri Sorin           | Sowjetunion    | 47,8     |

### Lauf 2
| Platz | Name                   | Nation         | Zeit (s) |
| ----- | ---------------------- | -------------- | -------- |
| 1     | Stanisław Grędziński   | Polen          | 46,4     |
| 2     | Alexander Brattschikow | Sowjetunion    | 46,5     |
| 3     | Jan Werner             | Polen          | 46,6     |
| 4     | Sergio Bello           | Italien        | 47,0     |
| 5     | Colin Campbell         | Großbritannien | 47,2     |
| 6     | Gilles Bertould        | Frankreich     | 47,2     |
| 7     | Ulf Nilsson            | Schweden       | 47,4     |
| 8     | Manuel Gayoso          | Spanien        | 47,6     |

## Finale

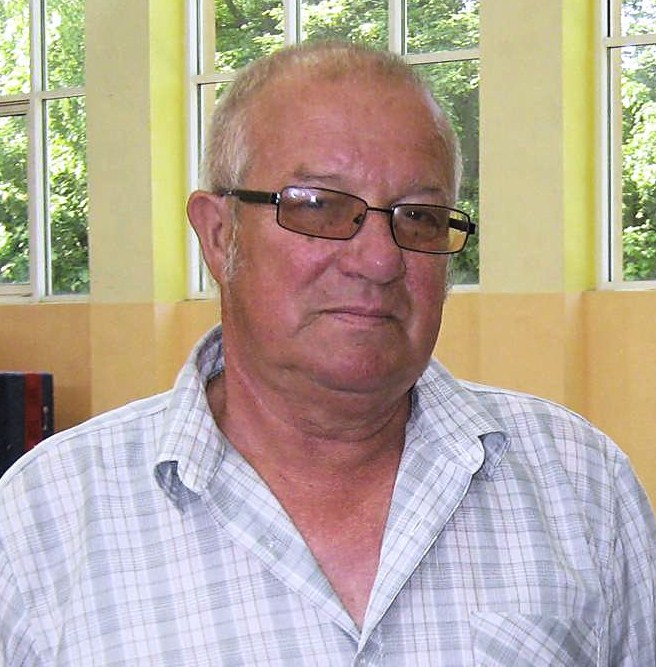
Titelverteidiger Stanisław Grędziński (hier im Jahr 2011) gewann die Bronzemedaille
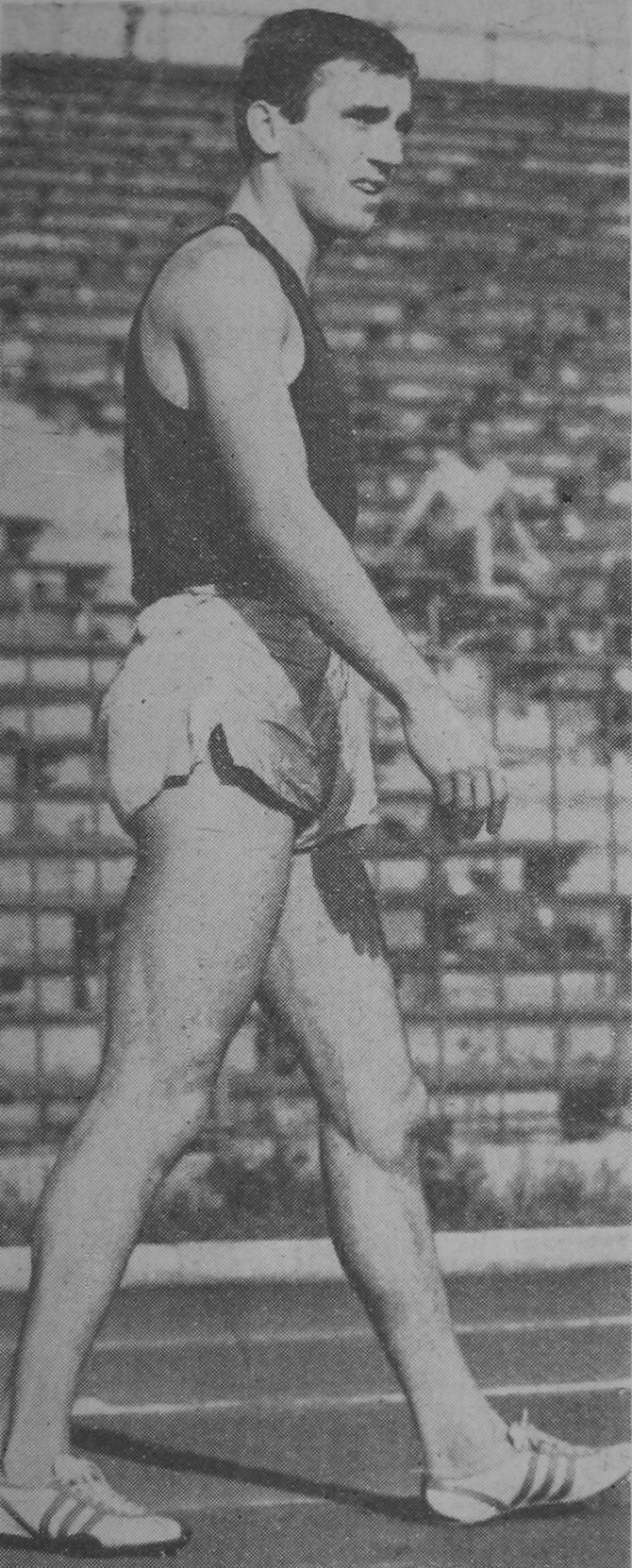
Andrzej Badeński, Vizeeuropameister von 1966, erreichte in einem sehr engen Rennen Platz sechs

18. September 1969, 19.40 Uhr
| Platz | Name                   | Nation      | Zeit (s) |
| ----- | ---------------------- | ----------- | -------- |
| 1     | Jan Werner             | Polen       | 45,7 CR  |
| 2     | Jean-Claude Nallet     | Frankreich  | 45,8     |
| 3     | Stanisław Grędziński   | Polen       | 45,8     |
| 4     | Jacques Carette        | Frankreich  | 45,9     |
| 5     | Alexander Brattschikow | Sowjetunion | 45,9 NR  |
| 6     | Andrzej Badeński       | Polen       | 45,9     |
| 7     | Boris Sawtschuk        | Sowjetunion | 46,3     |
| 8     | Sergio Bello           | Italien     | 46,6     |

## Videolinks
- EUROPEAN ATHLETICS 1969 ATHENS 400 WERNER, youtube.com, abgerufen am 20. Juli 2022
- European Athletics Finals (1969), Bereich: 1:20 min bis 1:29 min, youtube.com, abgerufen am 20. Juli 2022